# Chytonix segregata
Chytonix segregata är en fjärilsart som beskrevs av Butler 1878. Chytonix segregata ingår i släktet Chytonix och familjen nattflyn. Inga underarter finns listade i Catalogue of Life.